# Boscovich (cráter)

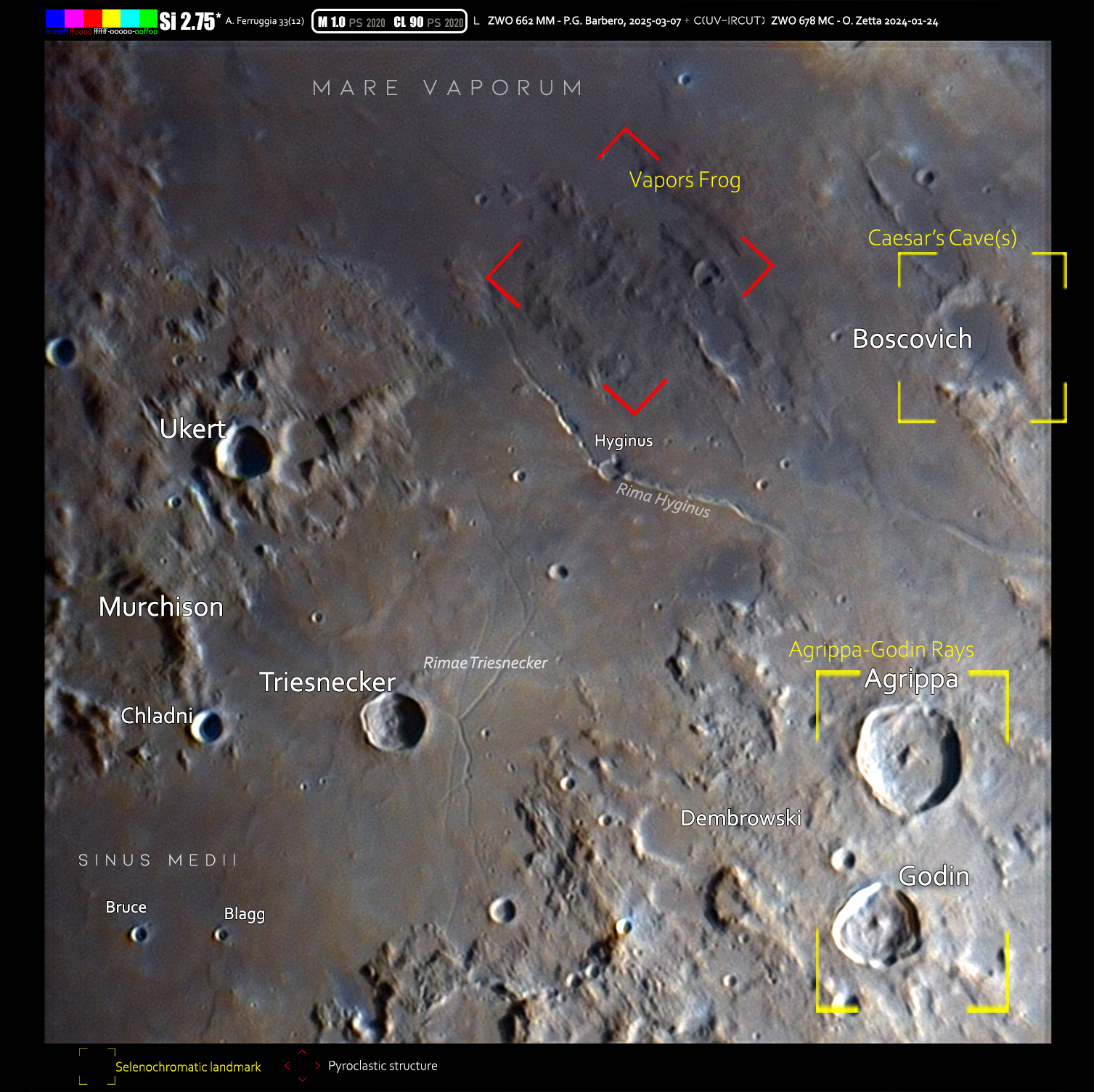
Área del cràter (a la derecha) en formato selenocromático

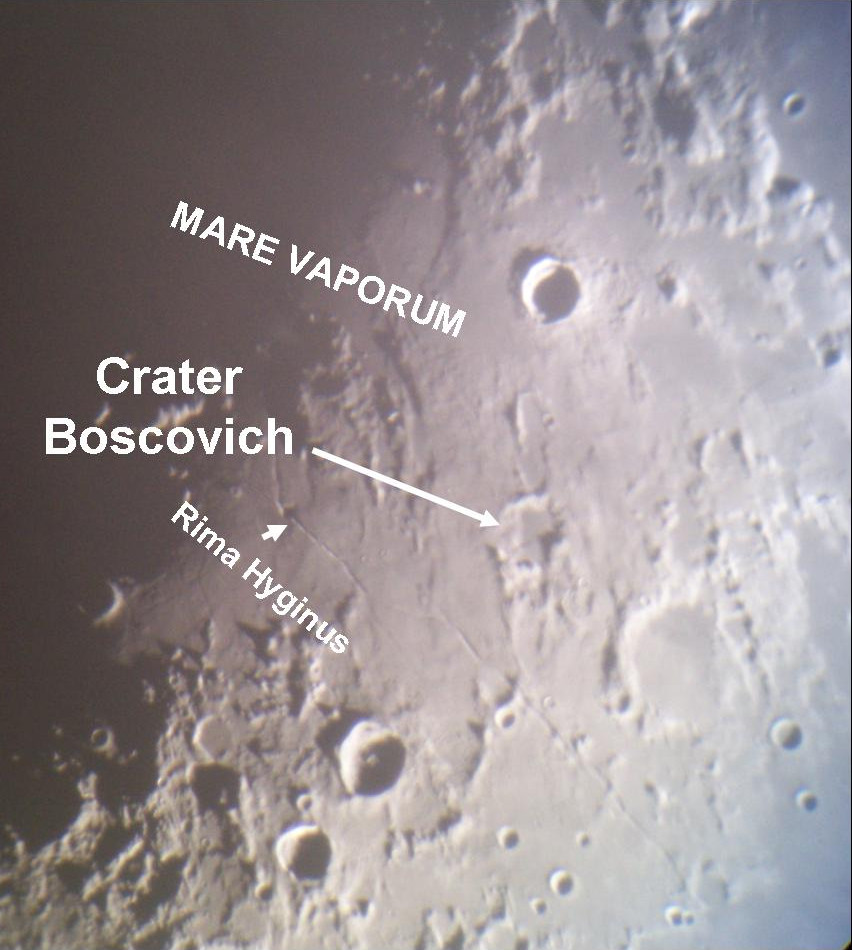
Localización del cráter Boskovich.

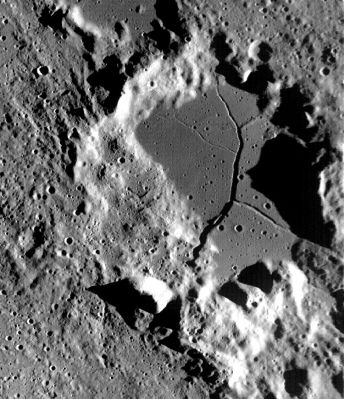
Fotografía de la misión Lunar Reconnaissance Orbiter

Boscovich es un cráter de impacto lunar que ha sido erosionado casi por completo por impactos posteriores. Se encuentra al oeste-noroeste del  cráter Julius Caesar, y al sur-sureste del prominente cráter Manilius. Su plataforma central presenta un espectacular agrietamiento.
El suelo del cráter tiene un albedo bajo, y el tono oscuro hace que sea relativamente fácil de reconocer. La superficie es atravesada por un sistema de grietas denominado Rimae Boscovich que se extiende por un diámetro de unos 40 kilómetros. El cráter rinde homenaje a Roger Joseph Boscovich.

## Cráteres satélite
Por convención estos elementos son identificados en los mapas lunares poniendo la letra en el lado del punto medio del cráter que está más cerca de Boscovich.
|           | \| Boscovich \| Coordenadas \| Diámetro \| \| --------- \| ---------------------------- \| -------- \| \| A \| 9°30′N 12°36′E / 9.5, 12.6 \| 6 km \| \| B \| 9°48′N 9°12′E / 9.8, 9.2 \| 5 km \| \| C \| 8°30′N 12°00′E / 8.5, 12.0 \| 3 km \| \| D \| 9°00′N 12°12′E / 9.0, 12.2 \| 5 km \| \| E \| 9°00′N 12°42′E / 9.0, 12.7 \| 21 km \| \| F \| 10°36′N 11°24′E / 10.6, 11.4 \| 5 km \| \| P \| 11°30′N 10°18′E / 11.5, 10.3 \| 67 km \| |          |
| Boscovich | Coordenadas | Diámetro |
| A         | 9°30′N 12°36′E / 9.5, 12.6 | 6 km     |
| B         | 9°48′N 9°12′E / 9.8, 9.2 | 5 km     |
| C         | 8°30′N 12°00′E / 8.5, 12.0 | 3 km     |
| D         | 9°00′N 12°12′E / 9.0, 12.2 | 5 km     |
| E         | 9°00′N 12°42′E / 9.0, 12.7 | 21 km    |
| F         | 10°36′N 11°24′E / 10.6, 11.4 | 5 km     |
| P         | 11°30′N 10°18′E / 11.5, 10.3 | 67 km    |